# Hilișeu-Horia
Hilișeu-Horia es una comuna y pueblo de Rumania ubicada en el distrito de Botoșani.

## Demografía
Según el censo de 2011, tiene 3415 habitantes, mientras que en el censo de 2002 tenía 3714 habitantes. La mayoría de la población es de etnia rumana (97,68 %).
La mayoría de los habitantes son cristianos de la Iglesia Ortodoxa Rumana (86,67 %), con minorías de pentecostales (7,78 %) y hermanos de Plymouth (2,64 %).
En la comuna hay cinco pueblos (población en 2011):
- Hilișeu-Horia (pueblo), 628 habitantes;
- Corjăuți, 328 habitantes;
- Hilișeu-Cloșca, 642 habitantes;
- Hilișeu-Crișan, 1137 habitantes;
- Iezer, 680 habitantes.

## Geografía
Se ubica unos 5 km al noroeste de Dorohoi.